# 辰馬考古資料館
公益財団法人辰馬考古資料館（こうえきざいだんほうじんたつうまこうこしりょうかん）は、兵庫県西宮市にある人文科学系博物館。2023年12月より建て替え工事のため休館中である。

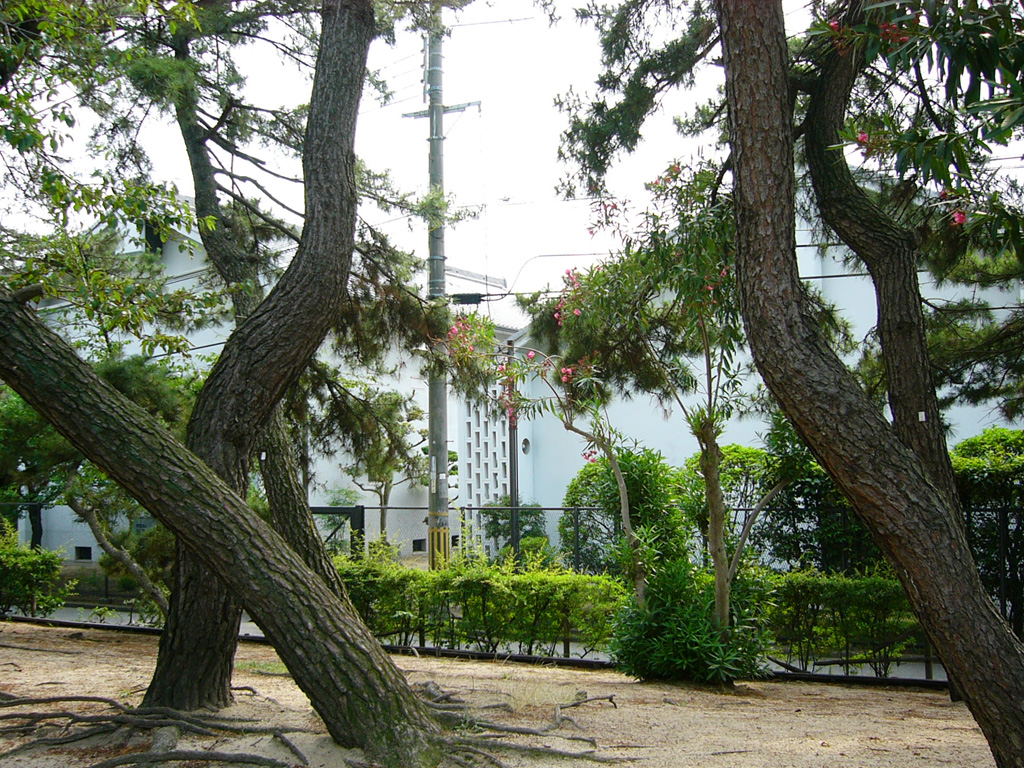
同資料館の東側は夙川公園

## 概要
日本の考古資料の保全を目的に、辰馬本家の分家である北辰馬家当主、三代辰馬悦蔵が1976年（昭和51年）に設立した。銅鐸・銅鏡・土偶・縄文土器・玉など国の重要文化財21件を含む500件余りを所蔵する。特に銅鐸のコレクションは日本屈指であると評価されている。また日本画家富岡鉄斎の家蔵品コレクションでも知られ、畢生の大作『阿倍仲麻呂明州望月図・円通大師呉門隠栖図』屏風一双（国の重要文化財）を含む名品150点を所蔵している。常設展示は行っておらず、定期的に所蔵作品を入れ替えながら展示する。
兵庫県博物館協会加盟館。全国歴史民俗系博物館協議会加盟館。博物館法に基づく兵庫県教育委員会登録博物館である。

## コレクションの形成
三代辰馬悦蔵は京都帝国大学に学び、家業の酒造のかたわら、考古学の研究と考古資料の収集に努めた。なかでも銅鐸のコレクションは質・量ともに日本有数のものである。三代悦蔵は、大阪湾沿岸周辺で数多く出土する銅鐸が現地にとどまらずに散逸し、一部は海外に流出していることを知り、研究資料の保全のためには自ら収集するほかないと考えた。
当館所蔵の考古資料のなかには、他の個人コレクションを悦蔵が入手したものもある。茨城県福田貝塚出土の注口土器、同県椎塚貝塚出土の注口土器、千葉県余山（よやま）貝塚出土の土偶などは、高島多米治という人物が20世紀初頭に採集したものであった。高島は1866年に現在の福井県で生まれ、東京人類学会会員であったが、1922年にコレクションを手放した。そのコレクションは、滋賀県長浜市にあった財団法人下郷共済会の所蔵となったが、太平洋戦争後、同会からさらに移動した。その一部は1951年に辰馬悦蔵の所有となり、残りの一部は昭和30年代（1950年代後半〜60年代前半）に大阪市所有となった（現・大阪歴史博物館保管）。なお、当館所蔵の長門国鋳銭遺物も下郷共済会の旧蔵である。
当館所蔵の縄文時代の遺物には、工藤祐龍（工藤彦一郎）という人物のコレクションが含まれている。工藤はもと弘前藩士で、維新後は青森県田舎館村の村長や小学校長を務めた。当館所蔵の旧工藤コレクションのうち、青森県亀ヶ岡遺跡出土の注口土器は重要文化財に指定されている。
当館には考古資料以外に、富岡鉄斎の絵画のコレクションがある。これは三代悦蔵の祖父・悦叟（1835年 - 1920年）が鉄斎の知己であったことからもたらされたものである。

## 所蔵重要文化財一覧
考古資料（縄文土器・土偶）
- 人面装飾付注口土器（茨城県稲敷市（旧東村）福田出土）
- 注口土器（茨城県稲敷市（旧高田村）椎塚貝塚出土）
- 注口土器（青森県つがる市（旧木造町）亀ヶ岡遺跡出土）
- 土偶（千葉県銚子市余山貝塚出土）

考古資料（銅鐸）
- 横帯文銅鐸（伝伯耆国出土）
- 袈裟襷文（けさだすきもん）銅鐸（大阪府南河内郡太子町山田出土）
- 袈裟襷文銅鐸（岡山県井原市木之子町猿森出土）
- 袈裟襷文銅鐸（出土地不詳）（1963年指定）
- 袈裟襷文銅鐸（出土地不詳）（1984年指定）
- 袈裟襷文銅鐸（出土地不詳）（1984年指定）
- 袈裟襷文有鐶銅鐸（出土地不詳）（1984年指定）
- 突線袈裟襷文銅鐸（名古屋市瑞穂区軍水町出土）
- 突線袈裟襷文銅鐸　2口（滋賀県野洲市小篠原大岩山出土）
- 流水文銅鐸（福井県坂井市（旧大石村）春江町井向出土）
- 流水文銅鐸（出土地不詳）（1960年指定）
- 流水文銅鐸（出土地不詳）（1985年指定）
- 流水文銅鐸（出土地不詳）（1985年指定）
- 流水文銅鐸（出土地不詳）（1985年指定）

考古資料（その他）
- 変形方格渦文鏡
- 長門国鋳銭遺物（山口県下関市長府安養寺出土[10]）（和同開珎銭笵残欠 12箇、坩堝残欠 2箇、鞴口残欠 2箇）

絵画
- 絹本著色安倍仲麻呂明州望月円通大師呉門隠棲図　富岡鉄斎筆　大正三年五月の年記がある　六曲屏風

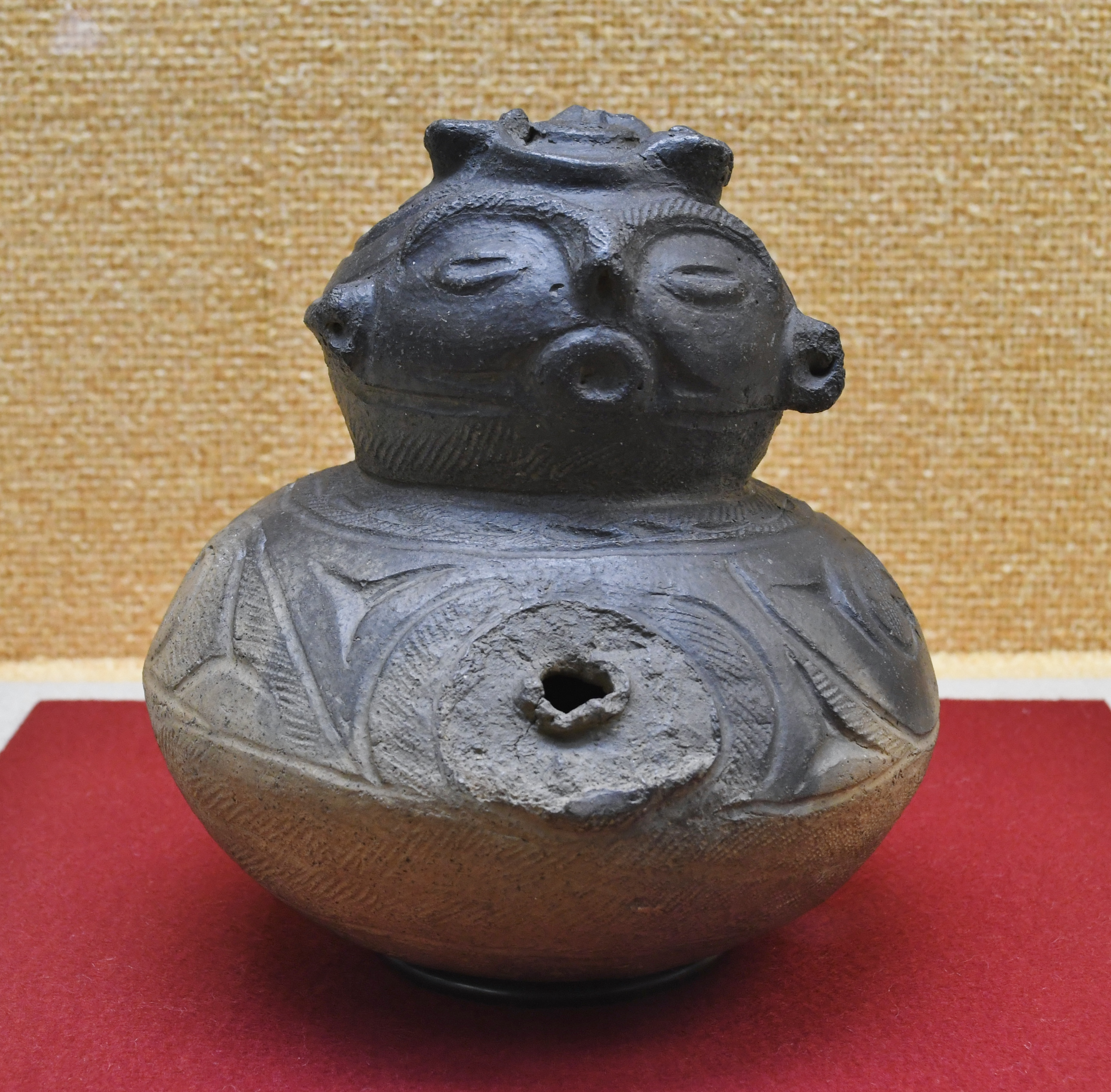
福田貝塚出土 人面装飾付注口土器
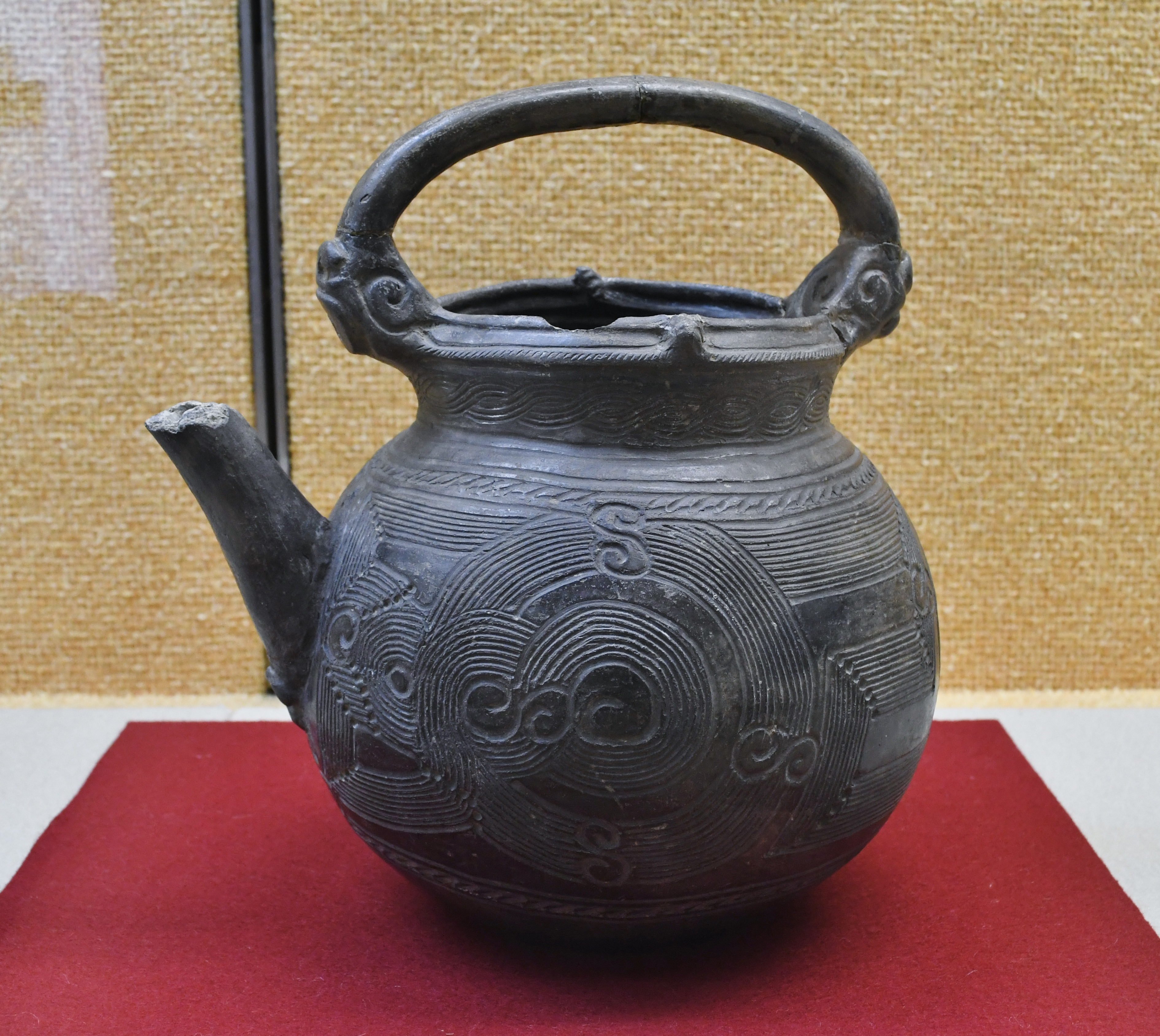
椎塚貝塚出土 注口土器
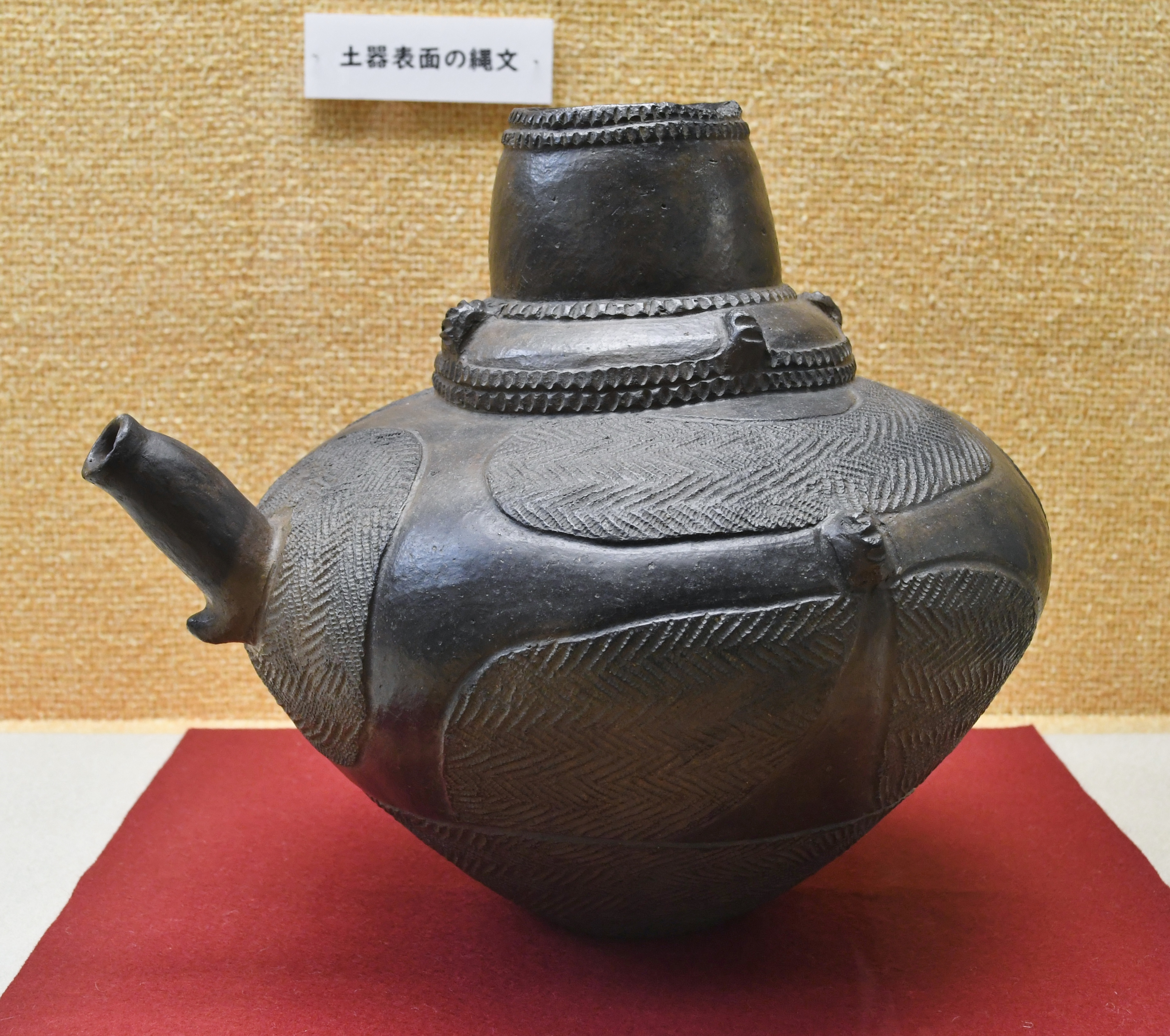
亀ヶ岡遺跡出土 注口土器
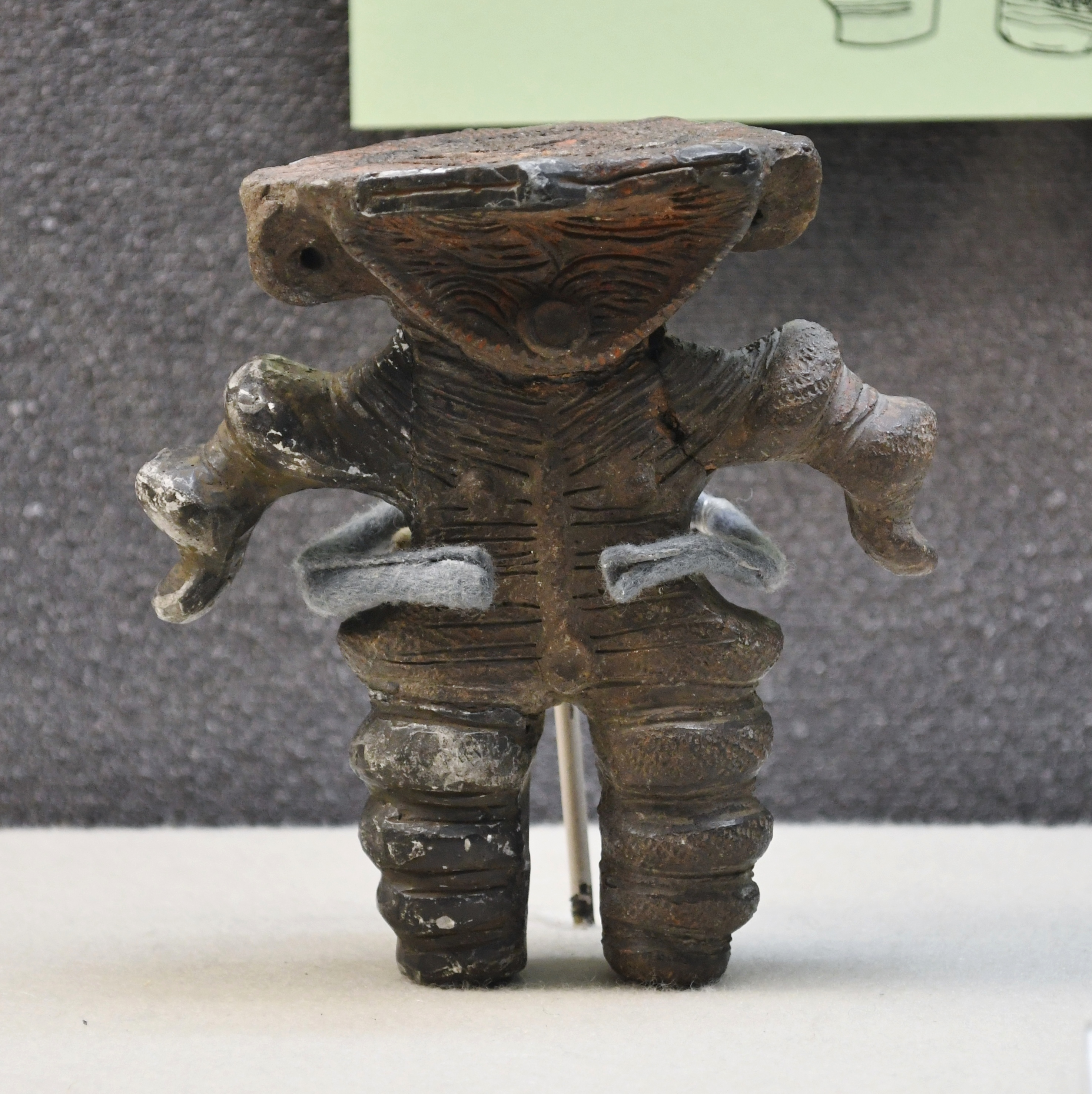
余山貝塚出土 土偶

## 交通アクセス
- 阪神 香櫨園駅 徒歩2分
- 阪急神戸線 夙川駅 徒歩10分

## 周辺情報
- 夙川公園
- カトリック夙川教会
- 菊池貝類館
- 西宮市大谷記念美術館
- 西宮市貝類館